# 神偷奶爸
《神偷奶爸》（英語：Despicable Me），2010年喜劇3D動畫片，是神偷奶爸系列电影的首部作品，由環球影業及照明娱乐製作，首部兩家合作的電腦動畫電影。講述神偷格魯計畫利用三個孤兒女作為他偉大偷月計畫的棋子，直到發現她們天真的愛深刻地改變他。
該片由《冰原歷險記》、《荷頓奇遇記》監製克里斯·梅勒丹德利製作；導演是曾入圍奧斯卡動畫短片獎《松鼠、堅果和時間機器》的克里斯·雷納德，以及皮爾·柯芬共同執導。
英文配音陣容有史提夫·卡爾、傑森·席格爾、羅素·布蘭德、茱莉·安德絲、威爾·阿奈特、克莉絲汀·薇格和米蘭達·蔻思葛芙眾人；在台灣版部分，由胡瓜、及童星歐陽妮妮、歐陽娜娜和歐陽娣娣三姐妹配音；而香港粵語版部分，則由黎耀祥擔任主配音。
本片已推出數位3D和2D版本，北美地區於2010年7月9日首映，台灣於7月23日上映，中國大陸2014年在央視電影頻道播映。電影映後獲得相當良好的評價，預算僅6千9百萬美元，北美票房收益超過2.48億。

## 劇情
埃及金字塔被他人偷竊後，神偷格魯（Gru）決定執行世紀最偉大的計畫，那就是將月亮縮小並偷走。格魯需要資金打造火箭，萬惡銀行的老闆柏金斯先生（Mr. Perkins）要格魯先取得縮小槍才願意提供資金。格魯順利偷走縮小槍，卻被那個偷走金字塔的神偷維克特（Vector）奪走。
格魯費盡苦心仍無法潛入維克特的住宅，直到他看到三個販賣餅乾的孤兒女孩順利進屋，於是格魯決定領養她們，趁機潛入偷回縮小槍。格魯的老幫手奈安內博士（Dr. Nefario），製造了餅乾機器人作為間諜潛進屋內，順利偷取成功。回程中，女孩們想去遊樂園，格魯想藉機丟下她們，最後仍陪著一塊玩雲霄飛車，並幫女孩得到獨角獸玩具，度過歡樂時光。回到家，格魯向柏金斯報告他拿到縮小槍，但柏金斯卻決定要讓新生代的神偷－維克特取代他的計畫，原來維克特就是柏金斯的兒子。格魯回憶起小時候，媽媽總是對他夢想登上月球不屑一顧。柏金斯隨即叫出維克特，並要他奪回縮小槍。格魯到實驗室和他的小小兵們宣布壞消息，要放棄偷走月亮的計畫，但女孩們拿出撲滿湊錢想要格魯完成夢想。
隨著登月日期將近，格魯和女孩們感情也逐漸加溫。因為奈安內博士要格魯專心執行計畫，而女孩們則會干擾使他分心，於是便叫孤兒院哈蒂阿姨（Miss Hattie）將女孩們帶回去。偷月計畫當天，格魯搭著火箭升空，順利縮小月球並偷走。被迫和格魯分開的女孩們，將表演天鵝湖登台演出，抱著期望格魯出現。格魯趕到時表演已結束，且發現女孩們被維克特抓走，要以月球作為交換，但交換后維克特不釋放女孩。奈安內博士此刻發現縮小有時效，並非永久。格魯趕在月球變回原本大小前，順利救出三位女孩，維克特隨著月球來到太空中。
事件落幕後，格魯帶回女孩們，在睡前講自編的床邊故事，也就是他們的故事。最後，格魯邀請媽媽看女孩們在舞台上一起同歡表演，故事結束。

## 配音員
| 配音            | 配音     | 配音   | 配音     | 角色                               |
| 美國            | 台灣     | 香港   | 中国大陸 | 角色                               |
| --------------- | -------- | ------ | -------- | ---------------------------------- |
| 史提夫·加維     | 胡瓜     | 黎耀祥 | 邓超     | 格魯（Gru）                        |
| 傑森·席格爾     | 陳進益   | 張振聲 |          | 維克特（Victor "Vector" Perkins）  |
| 羅素·布蘭德     | 陳國偉   | 李鎮洲 |          | 老花博士/奈安內博士（Dr. Nefario） |
| 米蘭達·蔻思葛芙 | 歐陽妮妮 | 賴芸芬 |          | 毛毛/台譯：妮妮（Margo）           |
| 達娜·蓋爾       | 歐陽娜娜 | 麥智鈞 |          | 蒂蒂/台譯：娜娜（Edith）           |
| 艾希·費雪       | 歐陽娣娣 | 梁綺庭 | 田雨橙   | 安安/台譯：娣娣（Agnes）           |
| 威尔·阿奈特     | 李英立   | 周志輝 |          | 柏金斯先生（Mr. Perkins）          |
| 丹尼·麥克布萊德 | 陳宗岳   | 李建良 |          | 佛瑞德（Fred）                     |
| 克莉絲汀·薇格   | 蔣篤慧   | 郭碧珍 |          | 哈蒂阿姨（Miss Hattie）            |
| 茱莉·安德絲     | 龐碧枝   | 雷思蘭 |          | 瑪妮拉（Marlena）                  |
| 皮爾·柯芬       | 許效舜   | 趙增熹 |          | 小小兵（The Minions）              |
| 克里斯·里拿德   | 澎恰恰   |        |          | 大衛（Dave）                       |
| 杰梅奈·克莱门特 | 苗可麗   |        |          | 傑瑞（Jerry）                      |
| 傑克·麥克布萊爾 | 夏治世   |        |          | 嘉年華拉客者（Carnival Barker）    |
| 傑克·麥克布萊爾 | 江國賓   | 羅偉亮 |          | 旅行者爸爸（Tourist Father）       |
| 明蒂·卡琳       | 黃西田   | 邵美君 |          | 大丁的母親（Justin's Mother）      |
| 羅伯·許伯爾     | 夏治世   | 蔡忠衛 |          | 廣播員（Anchor Man）               |
| 肯尼·大力歐     | 岳虹     |        |          | 埃及護衛（Egyptian Guard）         |
| 郑肯            | 翁立友   |        |          | 脫口秀主持人（Talk Show Host）     |

## 評價
《神偷奶爸》獲得相當正面的評價，影評網站爛番茄180則簡易評價中，獲得81%的正面好評，10分得到平均6.8分。而在專業著名影評的「Top Critics」32則評價內，獲得88%的正面評價。總結評價「大量（且聰明地）挪用皮克斯和樂一通，《神偷奶爸》的驚喜來自本身是部令人意外地深思熟慮、闔家觀賞的佳片。」另一評論網站Metacritic上取自各著名影視評論，基於35篇影評，滿分100分中平均分數得到72分，正面的評價。
《芝加哥太陽報》的知名影評羅傑·艾伯特給予本片將近滿分4顆星的評價，讚揚電影「很有趣，充滿活力令人又愛又恨，動畫利用3D的技術讓觀眾安全可靠地在遊樂園遊玩。」其它正面評論，《芝加哥論壇報》的麥克·菲利浦斯（Michael Phillips）寫道「觸動人“心”的部分非常足夠，且在最後一刻電影救了本身自己。」《滾石雜誌》的彼得·崔維斯（Peter Travers）說「你不需知道更多，除了兩位行家導演和如雨後春筍般驚喜的巧妙腳本。」
相對地，《紐約時報》的影評家A.O. 史考特（A. O. Scott）不喜愛本片，表示「雖然沒有什麼值得鄙視，但也沒有太多值得記憶。」《舊金山紀事報》的麥克·拉塞勒（Mick LaSalle）寫道「沒有半點吸引觀眾的地方。顯然地，沒人在意這傢伙是否保持著世界第一的壞蛋。在此情況下，角色本身也非那麼有娛樂性，就算諷刺或嘲笑他。簡單說什麼都沒，只有不自然的托詞、兩位反派之間胡搞間諜對間諜的打鬧劇。二十分鐘後進入劇情，然後啥也沒發生。」

## 續集
克里斯·梅勒丹德利表示續集在2013年暑假會上映。
《神偷奶爸2》於2013年上映；
外传《小黄人大眼萌》于2015年上映；
《神偷奶爸3》于2017年上映。
外传續集《小小兵2：格魯的崛起》于2022年上映；
《神偷奶爸4》于2024年上映。

## 电子游戏
根据这部电影改编的电子游戏名为《卑鄙的我:游戏》，于2010年在PlayStation 2、PlayStation Portable和Wii上发布。任天堂DS版本也以《卑鄙的我:小黄人大混战》为题发布。

## 備註
1. ↑  依照劇情次序。
2. ↑  依照電影上映次序。

## 外部連結
- 互联网电影数据库（IMDb）上《神偷奶爸》的资料（英文）
- 爛番茄上《神偷奶爸》的資料（英文）
- Metacritic上《神偷奶爸》的資料（英文）
- Box Office Mojo上《神偷奶爸》的資料（英文）
- AllMovie上《神偷奶爸》的资料（英文）
- 開眼電影網上《神偷奶爸》的資料（繁體中文）
- 时光网上《神偷奶爸》的資料（简体中文）
- 豆瓣电影上《神偷奶爸》的資料 （简体中文）